# فريدريك كولبيرغ
فريدريك كولبيرغ (بالإنجليزية: Frederick Colberg)‏ (13 نوفمبر 1900 – 21 مارس 1965) هو ملاكم أمريكي راحل، مثّل بلاده في الألعاب الأولمبية الصيفية 1920.

## روابط خارجية
فريدريك كولبيرغ على موقع بوكس ريك (الإنجليزية) (registration required)
- فريدريك كولبيرغ على موقع أوليمبيديا (الإنجليزية)